# Paradidactylia jattaensis
Paradidactylia jattaensis är en skalbaggsart som beskrevs av Rudolph Petrovitz 1969. Paradidactylia jattaensis ingår i släktet Paradidactylia och familjen Aphodiidae. Inga underarter finns listade i Catalogue of Life.